# Laurent Spanghero
Pour les articles homonymes, voir Spanghero.
Laurent Spanghero, né à Bram dans l'Aude le 12 juin 1939, est un homme d'affaires français et un ancien joueur de haut niveau de rugby à XV,,,.
Sa famille est originaire de la province d'Udine, dans le Frioul en Italie. Il est l’ainé d’une fratrie de huit enfants et a pour frères les rugbymans Jean-Marie, Claude et Walter Spanghero

## Biographie

### Parcours professionnel
Après avoir débuté comme chevillard à l'abattoir de Pamiers, il crée sa première entreprise en 1970 à Castelnaudary, en reprenant les abattoirs alors à l'arrêt, qui sera suivi par une conserverie, dans la même ville, avec son frère Claude sous l'enseigne de « Spanghero S.A ». Spécialisée dans les produits à base de viande, notamment pour la préparation du cassoulet, elle comptera dans son effectif, à son apogée en 2006, plus de 500 salariés.
Ayant été cédée par ses fils en 2009 à la coopérative Lur Berri, l'entreprise rebaptisée À la table de Spanghero en 2011, se retrouve au cœur d'un important scandale alimentaire, consistant à vendre de la viande de cheval étiquetée comme du bœuf. Le 5 juillet 2013, Laurent Spanghero reprend l'entreprise, rebaptisée La Lauragaise, et tente de sauver les emplois,,,,,,,.
Il occupa de nombreuses responsabilités institutionnelles dont celles de vice-président de la Chambre de commerce et d'industrie de Carcassonne-Limoux-Castelnaudary, de président de « l’Union européenne du commerce de bétail et de viande » et du « Centre technique français de la viande » et de président de la section audoise de la « Société des membres de la Légion d'honneur » de 2022 à 2025,,.
Il est aussi éleveur depuis 1976, principalement de vaches de race Aubrac, dans sa ferme de Clary, située sur les terres de Saint-Denis dans la Montagne Noire.

### Parcours sportif

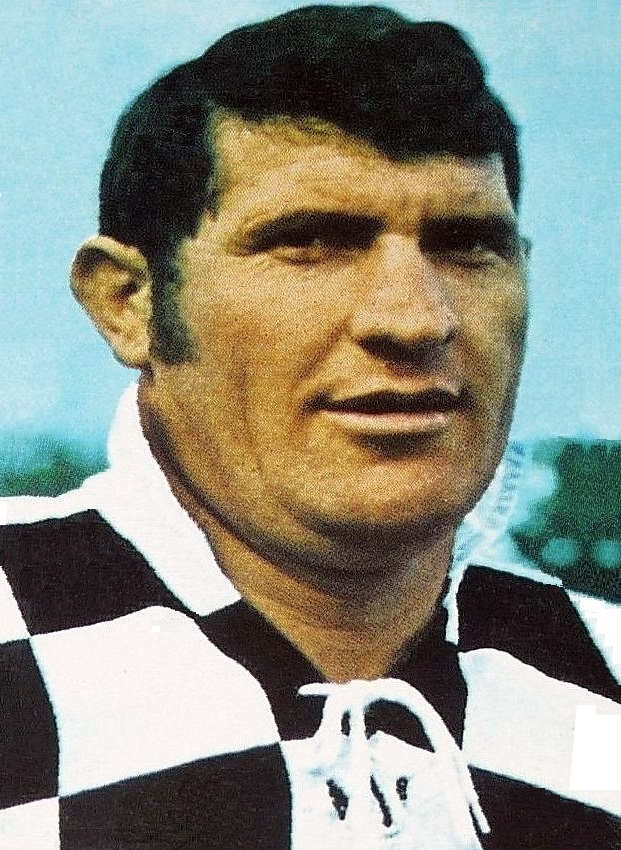
Laurent Spanghero en 1971, alors sous le maillot du SC Pamiers.

Évoluant en deuxième ligne, c'est un joueur emblématique des équipes de l'AS Bram, il en sera par deux fois le président, du RC Narbonne, où il évoluera au poste de capitaine et décrochera le Challenge Yves du Manoir 1967-1968, du SC Pamiers avec qui il joue en Championnat de France de rugby à XV de première division en 1972 et du RO Castelnaudary, avec lequel il décroche en 1974, pour la fin de sa carrière sur les terrains, le titre en Championnat de France de rugby à XV de 3e division, en qualité d'entraineur-joueur,,,.

### Confrérie gastronomique

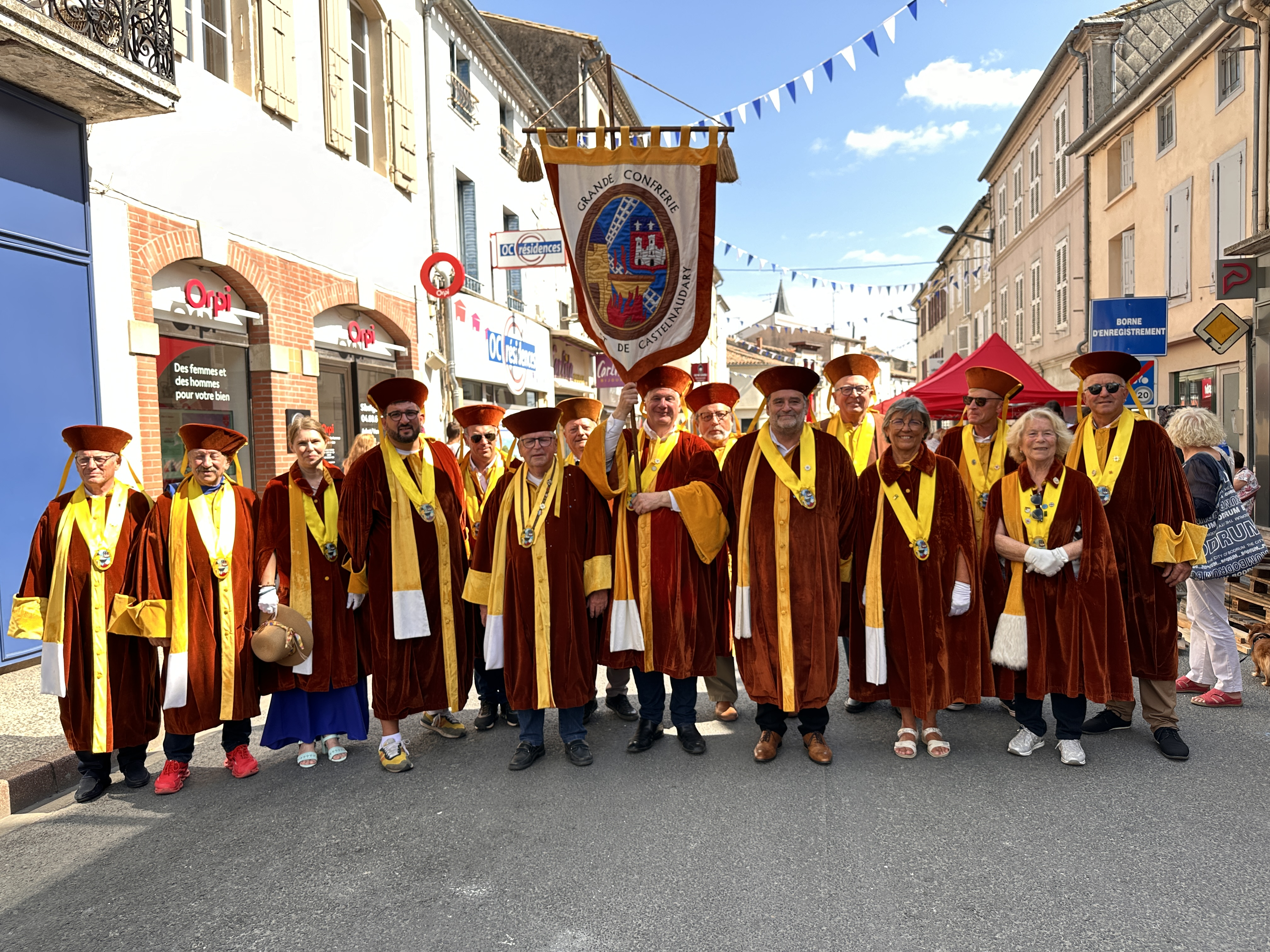
La Grande Confrérie du Cassoulet de Castelnaudary.

Il est membre du conseil des sages de « La grande confrérie du cassoulet de Castelnaudary » fondée en 1970, après en avoir été le « Grand Maître » de 2010 à 2014,,.

## Décorations
- Chevalier de la Légion d'honneur (2003)[26],[27]
- Officier de l'ordre du Mérite agricole (2000)
- Croix de la Valeur militaire (1960)

### Sources
- « Narbonne retrouve Laurent Spanghero », L'Équipe n° 7155, du 18 avril 1969;
- Didier Babou, « Laurent Spanghero cœur de colosse », La Dépêche du Midi,‎ 27 novembre 2011 (lire en ligne).